# Max Pallenberg

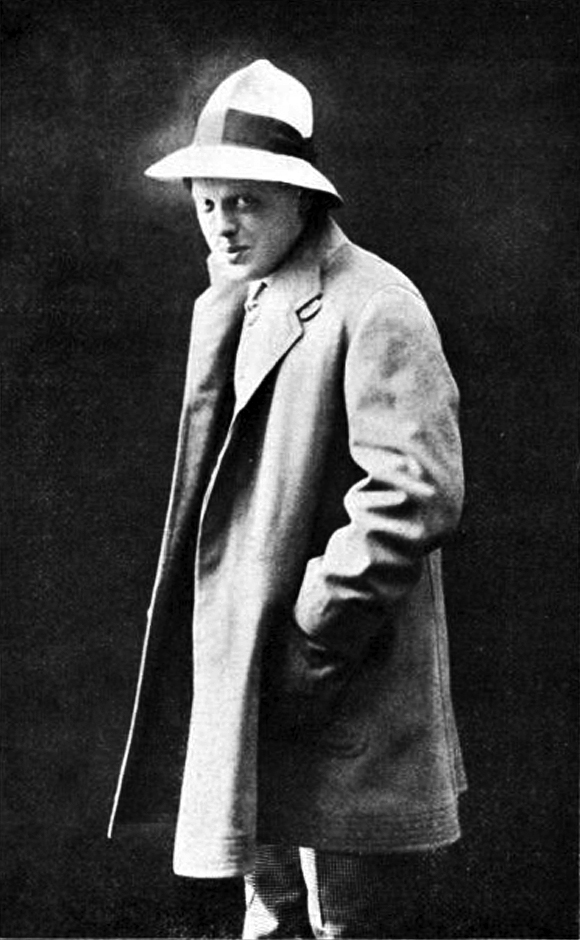
Max Pallenberg en 1909

Max Pallenberg (18 de diciembre de 1877 - 26 de junio de 1934) fue un cantante (barítono), actor y comediante austriaco. Fue considerado „uno de los comediantes de carácter más importante de su tiempo“, y trabajó a menudo bajo la dirección de Max Reinhardt.

## Biografía
Nacido en Viena, Austria, sus padres eran el comerciante de vinos originario de Galitzia Markus Pallenberg y su esposa, Kressel (también Therese) Korsower. Tras completar su formación como actor, Pallenberg trabajó en el Deutsche Wanderbühne y en teatros provinciales, así como en 1904 en el Theater in der Josefstadt de Viena, donde antes había trabajado Josef Jarno. En 1908 fue comediante de opereta en el entonces afamado Theater an der Wien, donde cantó la pieza de Franz Lehár El conde de Luxemburgo, y en la temporada 1910/11 actuó en el Volkstheater de Viena. A partir de 1911 Pallenberg actuó en Múnich y en el Deutsches Künstlertheater. En 1914 fue dirigido por Max Reinhardt en el Deutsches Theater de Berlín, donde logró un gran avance artístico, encarnando a Schluck en la obra de Gerhart Hauptmann Schluck und Jau, y a Peachum en La ópera de los tres centavos, de Bertolt Brecht. Gracias a su trabajo, llegó a ser uno de los comediantes de mayor fama de su tiempo.
A partir de los años 1920 fue invitado a diferentes giras internacionales, actuando repetidamente en Viena, donde hizo el papel principal en 1923 de la obra que Hugo von Hofmannsthal escribió para él, Der Unbestechliche. Otras actuaciones relevantes fueron el papel principal en Liliom (1922), la de director en Seis personajes en busca de un autor (1924), el papel itular en la obra de Max Brod y Hans Reimann Die Abenteuer des braven Soldaten Schwejk (1928), bajo dirección de Erwin Piscator. Entre los papeles más importantes de Pallenberg en el Festival de Salzburgo figuran el de Mefistófeles en Fausto, Argan en El enfermo imaginario (1923), Teufel en Jedermann (1926) y Truffaldino en Turandot, todo bajo la dirección de Max Reinhardt.
Pallenberg actuó también en unas pocas producciones cinematográficas, entre ellas el film mudo Max und seine zwei Frauen (1915) y el sonoro Der brave Sünder (1931), de Fritz Kortner. 
El 20 de febrero de 1917, Pallenberg se casó en Charlottenburg con Fritzi Massary, una diva de la escena alemana de los años 1920. En 1933 hubo de exiliarse en Austria junto con su esposa, y en 1934 falleció en un accidente aéreo en las cercanías de Karlovy Vary, República Checa. Su tumba se encuentra en el Crematorio Feuerhalle Simmering de Viena.

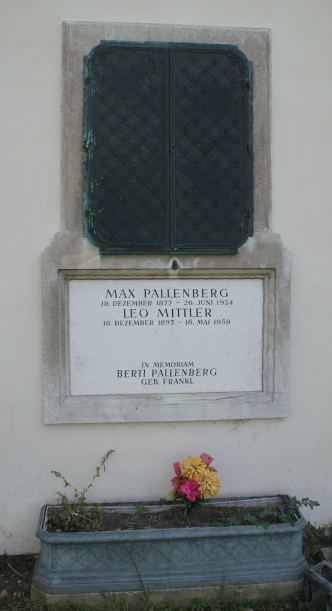
Tumba de Max Pallenberg

## Filmografía
- 1912 : Pampulik als Affe
- 1912 : Pampulik kriegt ein Kind
- 1915 : Max und seine zwei Frauen
- 1915 : Pampulik hat Hunger
- 1915 : Der rasende Roland
- 1915 : Kapellmeister Pflegekind
- 1921 : Die Nacht und der Leichnam
- 1931 : Der brave Sünder